# Talie
Die Talie (manchmal auch Thalie geschrieben) ist ein Fluss in Frankreich, der im Département Saône-et-Loire in der Region Bourgogne-Franche-Comté verläuft. Sie entspringt im Ortsgebiet von Rully, entwässert zunächst in südöstlicher Richtung, dreht dann auf Süd und mündet nach rund 30 Kilometern im Gemeindegebiet von Saint-Rémy als linker Nebenfluss in die Corne, die selbst etwa 500 Meter weiter die Saône erreicht. Auf einer Länge von etwa 10 Kilometern folgt der Schifffahrtskanal Canal du Centre dem Flussverlauf der Talie und wird von dieser auch mit Wasser dotiert.

## Orte am Fluss
(Reihenfolge in Fließrichtung)
- Rully
- La Loyère
- Fragnes
- Champforgeuil
- Chalon-sur-Saône
- Châtenoy-le-Royal
- Saint-Rémy